# بيت وود
بيت وود (بالإنجليزية: Pete Wood)‏ هو لاعب كرة قاعدة أمريكي، ولد في 1 فبراير 1867 في Dundas, Ontario ‏ في كندا، وتوفي في 15 مارس 1923 في شيكاغو في الولايات المتحدة.

## وصلات خارجية
- بيت وود على موقعبيزبول رفرنس.كوم (الدوري الرئيسي) (الإنجليزية)
- بيت وود على موقعبيزبول رفرنس.كوم (الدوري الثانوي) (الإنجليزية)